# Hassocks
Hassocks är en ort och civil parish i Storbritannien.   Den ligger i grevskapet West Sussex och riksdelen England, i den södra delen av landet, 60 km söder om huvudstaden London. Hassocks ligger 55 meter över havet och antalet invånare är 6 821.
Terrängen runt Hassocks är huvudsakligen platt, men åt sydväst är den kuperad. Runt Hassocks är det mycket tätbefolkat, med 3 022 invånare per kvadratkilometer. Närmaste större samhälle är Brighton, 11,2 km söder om Hassocks. Trakten runt Hassocks består till största delen av jordbruksmark.